# Pender (Nebraska)
Pender é uma vila localizada no Estado americano de Nebraska, no Condado de Thurston.

## Demografia
Segundo o censo americano de 2000, a sua população era de 1148 habitantes.
Em 2006, foi estimada uma população de 1145, um decréscimo de 3 (-0.3%).

## Geografia
De acordo com o United States Census Bureau, a localidade tem uma área de 1,7 km², sem área coberta por água. Pender localiza-se a aproximadamente 409 m acima do nível do mar.

## Localidades na vizinhança
O diagrama seguinte representa as localidades num raio de 20 km ao redor de Pender.